# Sebastian Hähnge
Sebastian Hähnge (* 11. März 1978 in Magdeburg) ist ein ehemaliger deutscher Fußballspieler.

## Karriere
Zu Beginn seiner Karriere spielte er bei den Magdeburger Vereinen BSG Motor Mitte, Preußen Magdeburg und 1. FC Magdeburg. Am 4. April 1996 wurde Hähnge gegen Rot-Weiß Prenzlau erstmals in der 1. Männermannschaft eingesetzt und erzielte dabei sein erstes Ligator. Insgesamt bestritt er 86 Punktspiele für den FCM und erzielte dabei 13 Tore. Zur Saison 1999/2000 wechselte er zum Chemnitzer FC, für den er am 10. März 2000 gegen den FSV Mainz 05 sein erstes Zweitligaspiel absolvierte.
Zur Saison 2000/01 wechselte Hähnge zu Dynamo Dresden. Dort erzielte er in 64 Spielen siebzehn Tore, wurde aber nach der Saison 2002/03 ausgemustert und ging von September 2003 bis März 2004 als „Rucksack-Tourist“ nach Australien. Ende März 2004 wechselte er zum FC Carl Zeiss Jena, wo er Stammspieler wurde und in 75 Punktspielen 38 Tore erzielte. Als zweitbester Torschütze der Regionalliga-Saison 2005/06 (15 Treffer) wechselte er zur Saison 2006/07 zu Hansa Rostock. In seinem ersten Jahr bei Hansa in der Zweiten Bundesliga kam er als Einwechselspieler zum Zuge, wo er mit drei Toren in 17 Spielen Anteil am Aufstieg der Hanseaten in die Erste Bundesliga hatte. Ab dem 5. Spieltag der Folgesaison, an dem er gegen den MSV Duisburg sein erstes Erstligator erzielte, gehörte Hähnge zwischenzeitlich zur Stammformation. Letztlich stieg er mit Hansa aus der Bundesliga ab und verließ den Verein. Zur Saison 2008/09 ging er wieder zum FC Carl Zeiss Jena zurück und unterschrieb dort einen Vertrag bis 2011.
Insgesamt stieg Hähnge, der gelernter Stürmer ist, aber auch im Mittelfeld spielen kann, fünfmal auf: mit dem 1. FC Magdeburg 1996/97 in die Regionalliga Nordost, mit dem 1. FC Dynamo Dresden 2001/02 in die Regionalliga Nord, mit dem FC Carl Zeiss Jena 2004/05 in die Regionalliga Nord und 2005/06 in die 2. Bundesliga sowie mit Hansa Rostock 2006/07 in die 1. Bundesliga. Nach vier Jahren für den FC Carl Zeiss Jena verließ er den Verein im Juni 2012 und beendete seine aktive Karriere.
Nach gut einjähriger Pause unterschrieb Hähnge beim Aufsteiger in der Regionalliga Nordost FC Viktoria 1889 Berlin einen Vertrag für die Saison 2013/14.

## Persönliches
Sein Bruder Henning ist ebenfalls Fußballspieler. Nachdem er zuvor u. a. bei Preußen Magdeburg aktiv war, spielt der torgefährliche Mittelfeldspieler jetzt beim SSV Besiegdas Magdeburg, wo er zumeist auf der "Sechser-Position" oder als Innenverteidiger eingesetzt wird.